# Kai Frobel
Kai Frobel (* 1959) ist ein deutscher Geoökologe und Naturschützer. Er ist Initiator des Projektes „Grünes Band“.

## Werdegang
Frobel wuchs im oberfränkischen Hassenberg bei Coburg in unmittelbarer Nähe der damaligen deutsch-deutschen Grenze auf. In Sichtweite seines Elternhauses befanden sich die Anlagen der innerdeutschen Grenze. Schon als Jugendlicher erforschte er im Jahr 1975 die Vogelwelt im Grenzstreifen und erkannte dessen Bedeutung als Rückzugsgebiet bedrohter Arten.
Sein universitäres Studium schloss er als Diplom-Geoökologe ab und promovierte 1997 am Lehrstuhl für Biogeographie an der Universität Bayreuth. Heute arbeitet er als Artenschutzreferent beim Bund Naturschutz.
Nach dem Fall der Mauer organisierte er im Dezember 1989 in Hof das erste gesamtdeutsche Treffen mit Naturschützern aus der Bundesrepublik und der DDR. Dort wurde die Idee geboren, den Grenzstreifen als Schutzgebiet auszuweisen, die in das Naturschutzprojekt „Grünes Band Deutschland“ und später auch „Grünes Band Europa“ mündete. Frobel betreut seither für den BUND das Projekt.

## Ehrungen und Auszeichnungen
- 2009 erhielt er die Bayerische Verfassungsmedaille in Silber.
- 2015 wurde er mit der Medaille für besondere Verdienste um Bayern in einem Vereinten Europa ausgezeichnet.
- 2017 Deutscher Umweltpreis
- 2020 Bundesverdienstkreuz am Bande[1]